# 桃園市立武漢國民中學
桃園市立武漢國民中學（英文：Wu Han Junior High School），簡稱武漢國中、武中，位於中華民國桃園市龍潭區。

## 歷史沿革

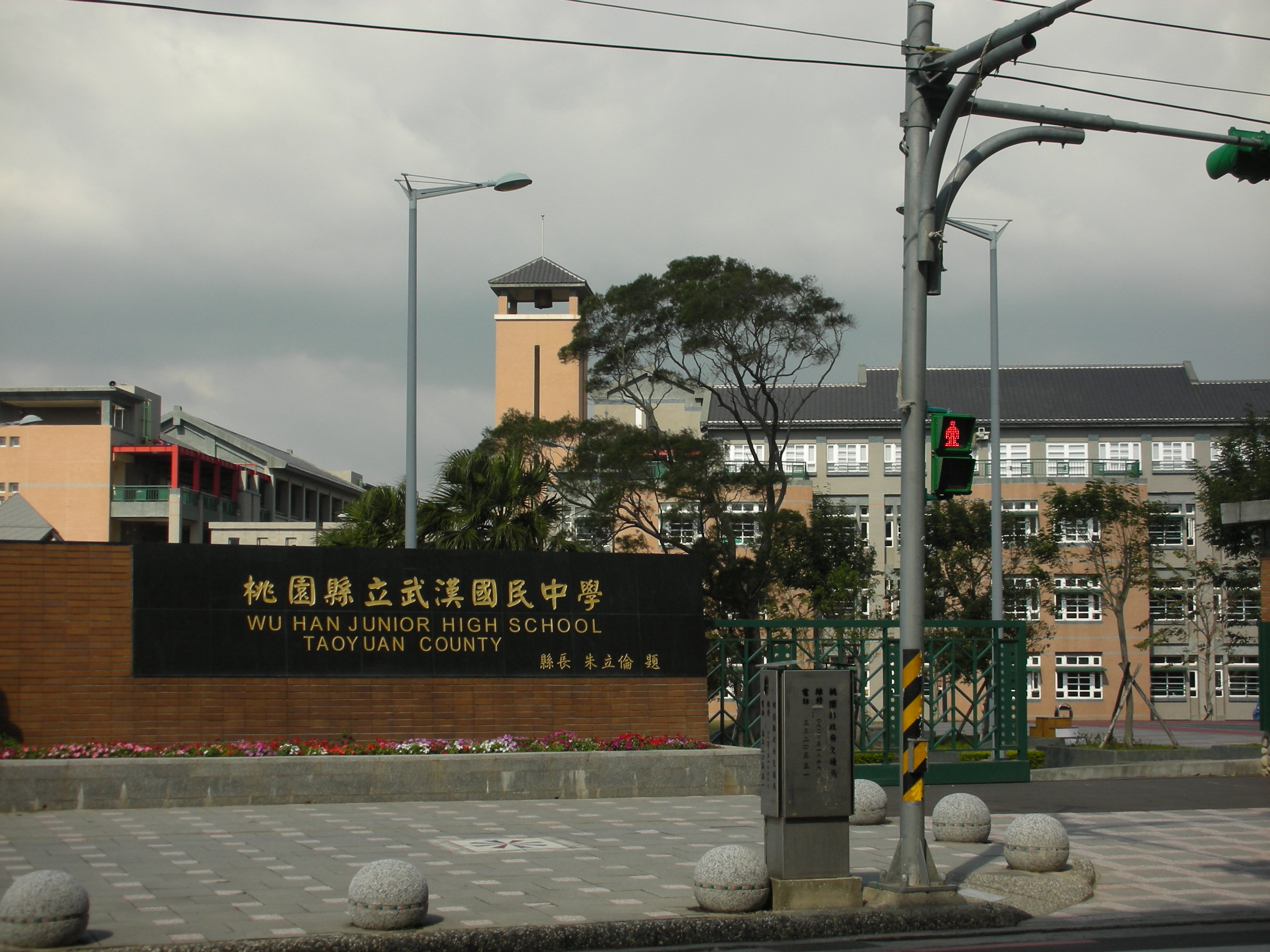
武漢國中校门

- 2002年：於龍潭國中辦公室成立桃園縣立武漢國民中學籌備處。
- 2004年：桃園縣立武漢國民中學成立，招收第一屆國一新生9班並暫借龍潭國中教室上課。
- 2005年：新建校舍於7月落成，遷入現址上課。
- 2006年：奉准增設體育班及多元學習中心。
- 2014年：12月25日，因應桃園縣升格改制為直轄市，更名為桃園市立武漢國民中學。

## 歷任校長
| 任期 | 姓名       | 任職日期  | 離職日期  | 備註                                                           |
| ---- | ---------- | --------- | --------- | -------------------------------------------------------------- |
| 1    | 邵德佳女士 | 2004年8月 | 2009年7月 | 原桃園縣立龍潭國民中學校長轉任，任內退休。                     |
| 2    | 張美珍女士 | 2009年8月 | 2016年7月 | 原桃園縣立自強國民中學輔導主任升任，調任桃園市立仁和國民中學。 |
| 3    | 莫麗珍女士 | 2016年8月 | 2020年7月 | 原桃園市立自強國民中學校長轉任，調任桃園市立草漯國民中學。     |
| 4    | 鐘啟哲先生 | 2020年8月 | 2024年7月 | 原桃園市立石門國民中學學務主任升任，調任桃園市立東興國民中學。 |
| 5    | 王傳媺女士 | 2024年8月 | 現任      | 原學務主任升任。                                               |

## 學區
中興里、東興里、北興里、黃唐里、永興里、武漢里、祥和里、烏樹林里（第2－5、11－13、16－17、22－23鄰）【為武漢國中、龍潭國中共同學區】、九龍里（第1－4、10－33鄰）、中山里（第10、12鄰）。

## 校園建築
- 武漢樓
- 敦品樓
- 勵學樓
- 圖書館與活動中心

## 外部連結
- 桃園市立武漢國民中學 （页面存档备份，存于）